# Adolf von Gablenz
Adolf Heinrich Anton Franz Freiherr von Gablenz (* 12. August 1882 in Soest; † 18. August 1948 in Wiesbaden) war Regierungsrat und Polizeipräsident im Polizeipräsidium Wiesbaden.

## Leben
Adolf von Gablenz entstammte dem niederlausitzischen Uradelsgeschlecht Gablenz, aus dem zahlreiche namhafte Persönlichkeiten hervorgegangen sind. Er war ein Sohn des preußischen Majors Heinrich Adolf Ernst Freiherr von Gablenz (1845–1917) und dessen Ehefrau Clara von Forckenbeck (1859–1923) und wuchs mit seinen Geschwistern Maximilian Anton Heinrich Adolf (1881–1947), Eccard (1891–1978) und Carl-August Heinrich (1893–1942) auf.
Nach dem Studium der Rechtswissenschaften wurde er Regierungsrat bei der Bezirksregierung Magdeburg und wechselte 1921 in gleicher Funktion zur Bezirksregierung Schneidemühl in Westpreußen. Dort blieb er – in Sonderstellung als Oberregierungsrat – bis zu seinem Wechsel zur Bezirksregierung Stettin im Jahr 1926.
Als Oberregierungsrat verließ er diese Dienststelle, um am 22. Februar 1933 die Stelle des Polizeipräsidenten in Wiesbaden anzutreten. In diesem Amt blieb er bis zum Kriegsende 1945.